# Pellaea timorensis
Pellaea timorensis är en kantbräkenväxtart som beskrevs av Cornelis Rugier Willem Karel van Alderwerelt van Rosenburgh. Pellaea timorensis ingår i släktet Pellaea och familjen Pteridaceae. Inga underarter finns listade.